# Parque nacional Monte Webb

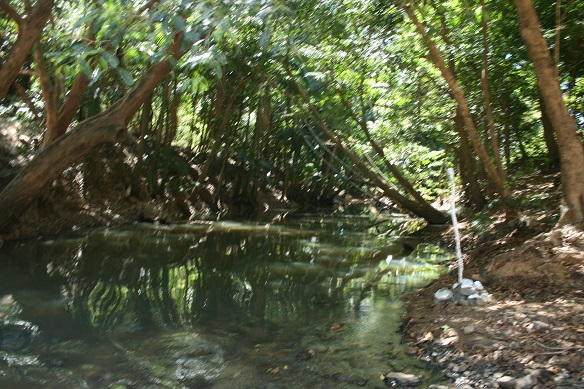
Parque nacional Monte Webb

Monte Webb es un parque nacional en Queensland (Australia), ubicado a 1602 km al noroeste de Brisbane.

## Datos
- Área: 4,17 km²
- Coordenadas: 15°04′09″S 145°07′23″E / -15.06917, 145.12306
- Fecha de Creación: 1973
- Administración: Servicio para la Vida Salvaje de Queensland
- Categoría IUCN: II

Véase también:
- Zonas protegidas de Queensland

- Datos: Q1950331
- Multimedia: Daarrba National Park (Cape York Peninsula Aboriginal Land) / Q1950331